# Kathrin Hönegger
Kathrin Hönegger (* 26. Juli 1983 in Schmerikon) ist eine Schweizer Journalistin und Moderatorin. Seit 2014 steht sie für das SRF-Wissensmagazin Einstein vor der Kamera.

## Leben und Karriere
Kathrin Hönegger besuchte die Journalistenschule MAZ in Luzern. Ihre ersten Erfahrungen im Journalismus machte sie nach Abschluss der Matura beim Rundfunk. Ihr erster öffentlicher Auftritt war für den Ostschweizer Sender Radio Ri, ehe sie für Radio Top, Radio Energy Zürich und Tele Top tätig war. Einem breiten Publikum bekannt wurde sie 2010, als sie an der Seite von Nik Hartmann als Aussenreporterin der Unterhaltungsreihe SRF bi de Lüt unterwegs war. Danach begann sie fürs Radio SRF 3 zu moderieren, wo sie bis heute in unregelmässigen Abständen verschiedene Sendungen moderiert. Hönegger wirkte bis zur letzten Ausgabe regelmässig an der Spendenaktion Jeder Rappen zählt mit. 2011 moderierte sie die Aktion erstmals als Teil eines Trios mit in der Glasbox, 2016 besuchte sie für die Sendung griechische Flüchtlingscamps, 2017 Burkina Faso.
Seit 2014 moderiert Hönegger das SRF-Wissensmagazin Einstein und ist zusammen mit Tobias Müller das Aushängeschild der wöchentlichen Sendung. Sie begibt sich regelmässig auf Spurensuche oder lässt sich auf Experimente und Abenteuer ein.
Neben dem Journalismus ist das Theater ihre grosse Leidenschaft. Kathrin Hönegger besuchte die Schauspielschule Zürich und ist Teil des Projekts Atelieer, eine Schreibwerkstatt für Storytelling. Sie ist Autorin, moderiert Lesungen und leitet Podien über Kunst, Kultur und Wissenschaft.
Hönegger ist verheiratet und seit Oktober 2018 Mutter eines Sohnes.